# Thaiboxning
Muay Thai (thai: มวยไทย; thailändskt uttal: [mūa̯j tʰāj]), bokstavligen thaiboxning, är en thailändsk fullkontakts kampsport. Kampsporten har sitt ursprung från den forntida thailändska arméns närstridssystem, kallat Muay Boran. Självförsvar, vapen och så vidare har dock skalats bort under åratal av hårt urval då stilen optimerats för ringen och de tävlingsregler som gäller i dag.

## Historik
Den thailändska nationalsporten muay thai började utövas i Sverige 1977 av Krister Bergenhall som efter ett flertal besök i Thailand beslöt att ta sporten till Sverige. År 1979 bildades Järfälla Thaiboxning Club (numera Stockholm Muay Thai). Kort därefter startades det Svenska Thaiboxnings Förbundet (STBF). Styrelsen bestod av Krister Bergenhall (Järfälla Thaiboxning Club), Lars Ryhammar (Vingåkers Thaiboxningsklubb) samt Tor Lagerström. 1984 arrangerades den första svenska thaiboxningstävlingen i Solnahallen och 1985 arrangerades Sveriges första SM.

## Regler
En thaiboxningsmatch går i fem ronder gånger 3 minuter och reglerna tillåter slag, sparkar, kast, knän, och i bl.a. Thailand, Finland, Skottland och Sverige även armbågar med full kraft och utan andra skydd än handskar, tandskydd och suspensoar.
Till skillnad från många andra kampsporter har thaiboxningen relativt få tekniker. I stället för att lära sig fler och fler tekniker slipar thaiboxarna sina grundtekniker, sin fysiska kondition och tekniska finesser med hjälp av skuggboxning, säckträning, mittsar och sparring. Ett stort fokus ligger på att härda kroppen och göra utövaren redo för den tuffa miljön i ringen. Då thaiboxarna jobbar mycket med tekniker som involverar smalbenen finns det många metoder som fokuserar på att härda dem.
I Sverige finns idag väl utvecklade möjligheter att tävla under säkra former på en nivå som passar den enskilda utövaren. Sverige är en stark thaiboxningsnation och har genom åren haft flera proffs- och amatörvärldsmästare.
Man använder skenben, knän, händer och armbågar i framför allt slag- och sparktekniker, men även kast (med armarna enbart) är tillåtna. Knockout ger omedelbar seger oavsett poängställning. Slag ger färre poäng än sparkar. Det som ger mest poäng är knän in mot höftpartiet och gärna ovanför, i njurhöjd. I enlighet med klassiska regler får man även använda armbågar, och de enda skydd som används är suspensoar och tunna handskar. I Europa sker det dock sällan att armbågar tillåts och när så sker är det uteslutande i finalmatcherna i stora turneringar. 
"Muay Thai är en åttapunkters kampsport, det vill säga; Fötter, knän, händer och armbågar."
I Sverige arrangeras sanktionerade tävlingar av Svenska Muaythai Förbundet. Matcherna kan gå i semikontakt eller fullkontakt. Olika regler styr de olika klasserna. Vid semikontakt gäller SMTF:s regler för semikontakt.
I semikontakt finns följande klasser:
- Diplom
- Junior-D
- D-klass
  - innebär att thaiboxaren måste använda kampväst, benskydd, huvudskydd och tandskydd. I semikontakt används även tjockare handskar än i Thailand. Man följer boxningsstandard när det gäller tjockleken på handskarna (det vill säga efter utövarens vikt) som mäts i ounce. Generellt sett kan man säga att handskarna går från 10-16 ounces.

Vid fullkontakt gäller SMTF:s regler för fullkontakt.
I fullkontakt finns följande klasser:
- C-klass
- B-klass
- A-klass/IFMA-klass

I Thailand omges tävlingarna av ritualer, som att de tävlande före matchen framför en dans som ackompanjeras av thailändsk musik. Denna dans kallas wai kru ram muay (boxardans). Under dansen har thaiboxarna en huvudbonad som kallas för mongkol, vilken till formen påminner om en tennisracket utan nät. Dansen utförs dels i syfte att driva bort onda andar, dels för att hedra boxarnas läromästare.
En annan ritual som utförs före matchen är wai kru, där boxaren hedrar sin kung, sin gud och sin tränare genom att går tre varv runt boxningsringen och sedan buga tre gånger.
Wai kru kan se olika ut beroende på vilken Camp man tävlar för. De flesta Campen eller "klubbarna" har oftast sina egna Wai kru:s och de kan variera mycket i utseende.